# Benoît Hogue
Benoît Hogue, född 28 oktober 1966, är en kanadensisk före detta professionell ishockeyspelare som tillbringade 15 säsonger i den nordamerikanska ishockeyligan National Hockey League (NHL), där han spelade för ishockeyorganisationerna Buffalo Sabres, New York Islanders, Toronto Maple Leafs, Dallas Stars, Tampa Bay Lightning, Phoenix Coyotes, Boston Bruins och Washington Capitals. Han producerade 543 poäng (238 mål och 321 assists) samt drog på sig 877 utvisningsminuter på 897 grundspelsmatcher. Han har tidigare spelat på lägre nivåer för Rochester Americans i American Hockey League (AHL) och Castors de Saint-Jean i Ligue de hockey junior majeur du Québec (LHJMQ).
Hogue draftades i andra rundan i 1985 års draft av Buffalo Sabres som 35:e spelare totalt
Han vann en Stanley Cup med Dallas Stars för säsong 1998-1999.
Efter spelarkarriären arbetar han inom finansbranschen och är involverad i ungdomsishockey inom den amerikanska delstaten New Yorks gränser.

## Statistik
| 1982–1983    | Angevins de Bourassa  | LHMAAAQ      | 40  | 20  | 20  | 40  | 34  | 10 | 2  | 1  | 3  | 4   |
| 1983–1984    | Castors de Saint-Jean | LHJMQ        | 59  | 14  | 11  | 25  | 42  | 4  | 0  | 1  | 1  | 0   |
| 1984–1985    | Castors de Saint-Jean | LHJMQ        | 63  | 46  | 44  | 90  | 92  | 5  | 2  | 4  | 6  | 2   |
| 1985–1986    | Castors de Saint-Jean | LHJMQ        | 65  | 54  | 54  | 108 | 115 | 9  | 6  | 4  | 10 | 26  |
| 1986–1987    | Rochester Americans   | AHL          | 52  | 14  | 20  | 34  | 52  | 12 | 5  | 4  | 9  | 8   |
| 1987–1988    | Buffalo Sabres        | NHL          | 3   | 1   | 1   | 2   | 0   | —  | —  | —  | —  | —   |
|              | Rochester Americans   | AHL          | 62  | 24  | 31  | 55  | 141 | 7  | 6  | 1  | 7  | 46  |
| 1988–1989    | Buffalo Sabres        | NHL          | 69  | 14  | 30  | 44  | 120 | 5  | 0  | 0  | 0  | 17  |
| 1989–1990    | Buffalo Sabres        | NHL          | 45  | 11  | 7   | 18  | 79  | 3  | 0  | 0  | 0  | 10  |
| 1990–1991    | Buffalo Sabres        | NHL          | 76  | 19  | 28  | 47  | 76  | 5  | 3  | 1  | 4  | 10  |
| 1991–1992    | Buffalo Sabres        | NHL          | 3   | 0   | 1   | 1   | 0   | —  | —  | —  | —  | —   |
|              | New York Islanders    | NHL          | 72  | 30  | 45  | 75  | 67  | —  | —  | —  | —  | —   |
| 1992–1993    | New York Islanders    | NHL          | 70  | 33  | 42  | 75  | 108 | 18 | 6  | 6  | 12 | 31  |
| 1993–1994    | New York Islanders    | NHL          | 83  | 36  | 33  | 69  | 73  | 4  | 0  | 1  | 1  | 4   |
| 1994–1995    | New York Islanders    | NHL          | 33  | 6   | 4   | 10  | 34  | —  | —  | —  | —  | —   |
|              | Toronto Maple Leafs   | NHL          | 12  | 3   | 3   | 6   | 0   | 7  | 0  | 0  | 0  | 6   |
| 1995–1996    | Toronto Maple Leafs   | NHL          | 44  | 12  | 25  | 37  | 68  | —  | —  | —  | —  | —   |
|              | Dallas Stars          | NHL          | 34  | 7   | 20  | 27  | 36  | —  | —  | —  | —  | —   |
| 1996–1997    | Dallas Stars          | NHL          | 73  | 19  | 24  | 43  | 54  | 7  | 2  | 2  | 4  | 6   |
| 1997–1998    | Dallas Stars          | NHL          | 53  | 6   | 16  | 22  | 35  | 17 | 4  | 2  | 6  | 16  |
| 1998–1999    | Tampa Bay Lightning   | NHL          | 62  | 11  | 14  | 25  | 50  | —  | —  | —  | —  | —   |
|              | Dallas Stars          | NHL          | 12  | 1   | 3   | 4   | 4   | 14 | 0  | 2  | 2  | 16  |
| 1999–2000    | Phoenix Coyotes       | NHL          | 27  | 3   | 10  | 13  | 10  | 5  | 1  | 2  | 3  | 2   |
| 2000–2001    | Dallas Stars          | NHL          | 34  | 3   | 7   | 10  | 26  | 7  | 1  | 0  | 1  | 6   |
| 2001–2002    | Dallas Stars          | NHL          | 32  | 3   | 3   | 6   | 24  | —  | —  | —  | —  | —   |
|              | Boston Bruins         | NHL          | 17  | 4   | 4   | 8   | 9   | —  | —  | —  | —  | —   |
|              | Washington Capitals   | NHL          | 9   | 0   | 1   | 1   | 4   | —  | —  | —  | —  | —   |
| NHL totalt   | NHL totalt            | NHL totalt   | 863 | 222 | 321 | 543 | 877 | 92 | 17 | 16 | 33 | 124 |
| AHL totalt   | AHL totalt            | AHL totalt   | 114 | 38  | 51  | 89  | 193 | 19 | 11 | 5  | 16 | 54  |
| LHJMQ totalt | LHJMQ totalt          | LHJMQ totalt | 187 | 114 | 109 | 223 | 249 | 18 | 8  | 9  | 17 | 28  |